# Hostrup Sogn (Esbjerg Kommune)
Hostrup Sogn ist eine Kirchspielsgemeinde (dän.: Sogn)  im südlichen Dänemark. Bis 1970 gehörte sie zur Harde Skast Herred im damaligen Ribe Amt, danach zur Esbjerg Kommune im erweiterten Ribe Amt, die im Zuge der  Kommunalreform zum 1. Januar 2007 in der „neuen“  Esbjerg Kommune in der Region Syddanmark aufgegangen ist.

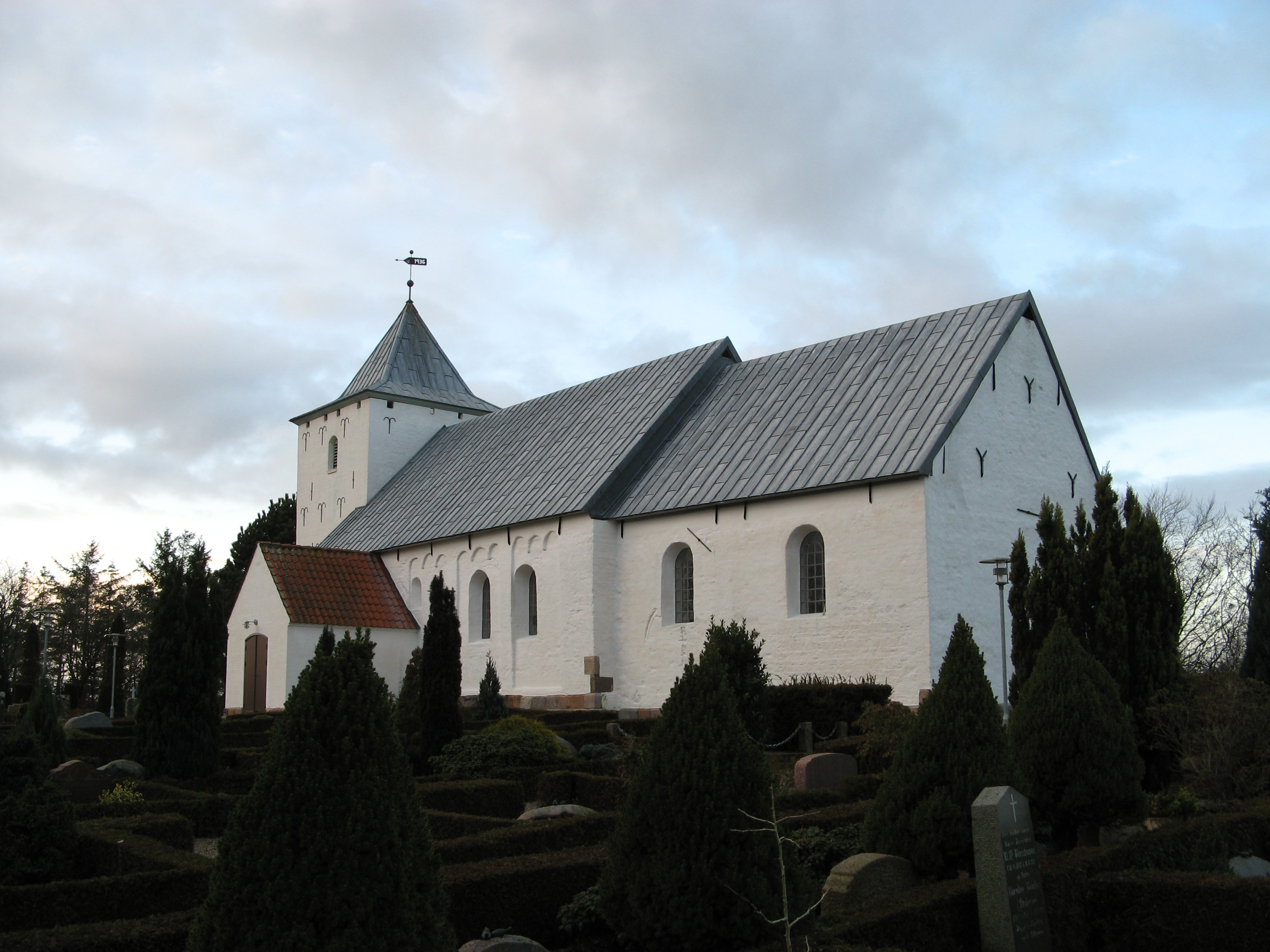
Hostrup Kirke

Im Kirchspiel leben 341 Einwohner (Stand:1. Januar 2023). Im Kirchspiel liegt die Kirche „Hostrup Kirke“.
Nachbargemeinden sind im Süden Hjerting Sogn.